# Euphyia vacillata
Euphyia vacillata är en fjärilsart som beskrevs av Walker 1862. Euphyia vacillata ingår i släktet Euphyia och familjen mätare. Inga underarter finns listade i Catalogue of Life.